# Pomona

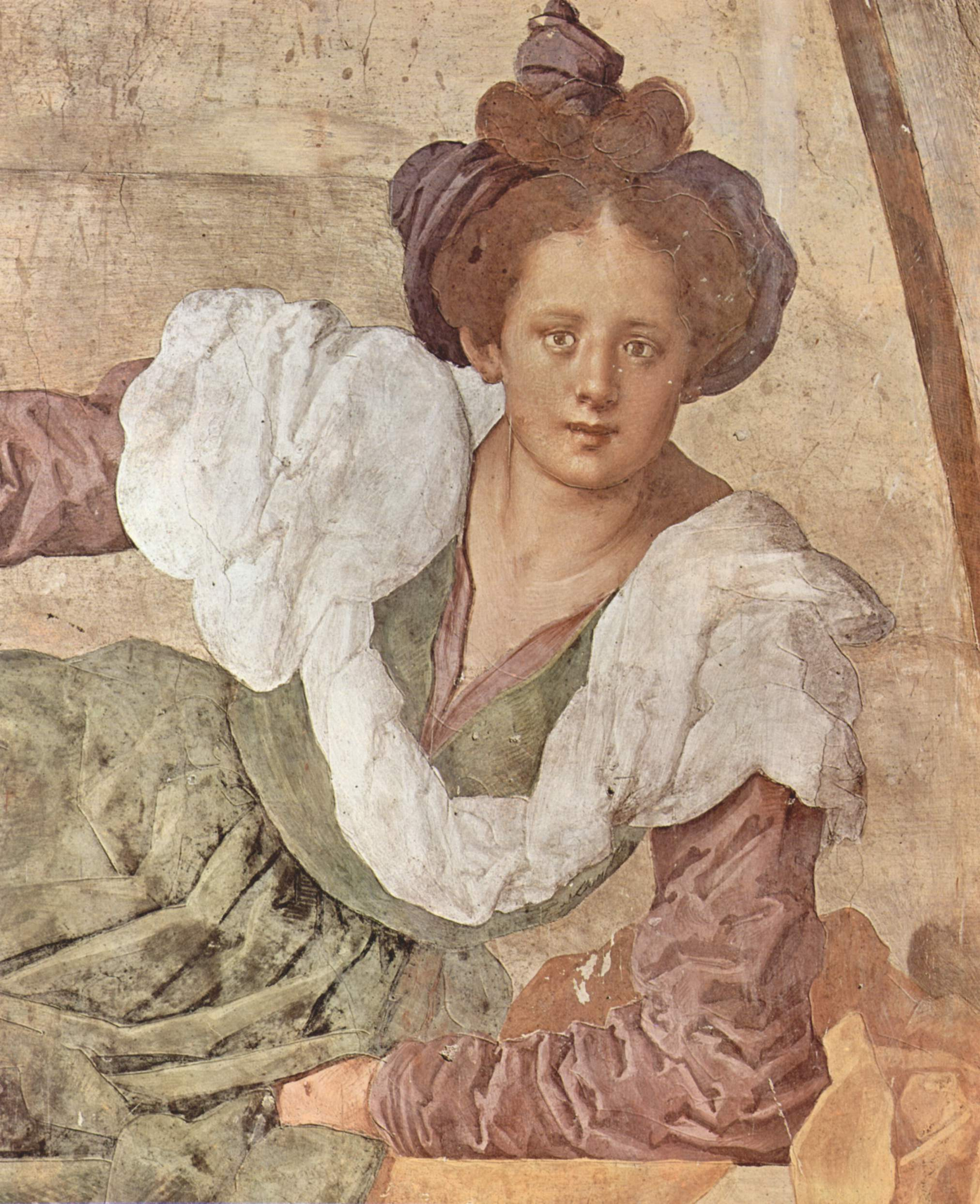
Pomona, Pontormo, Villa medicea di Poggio a Caiano

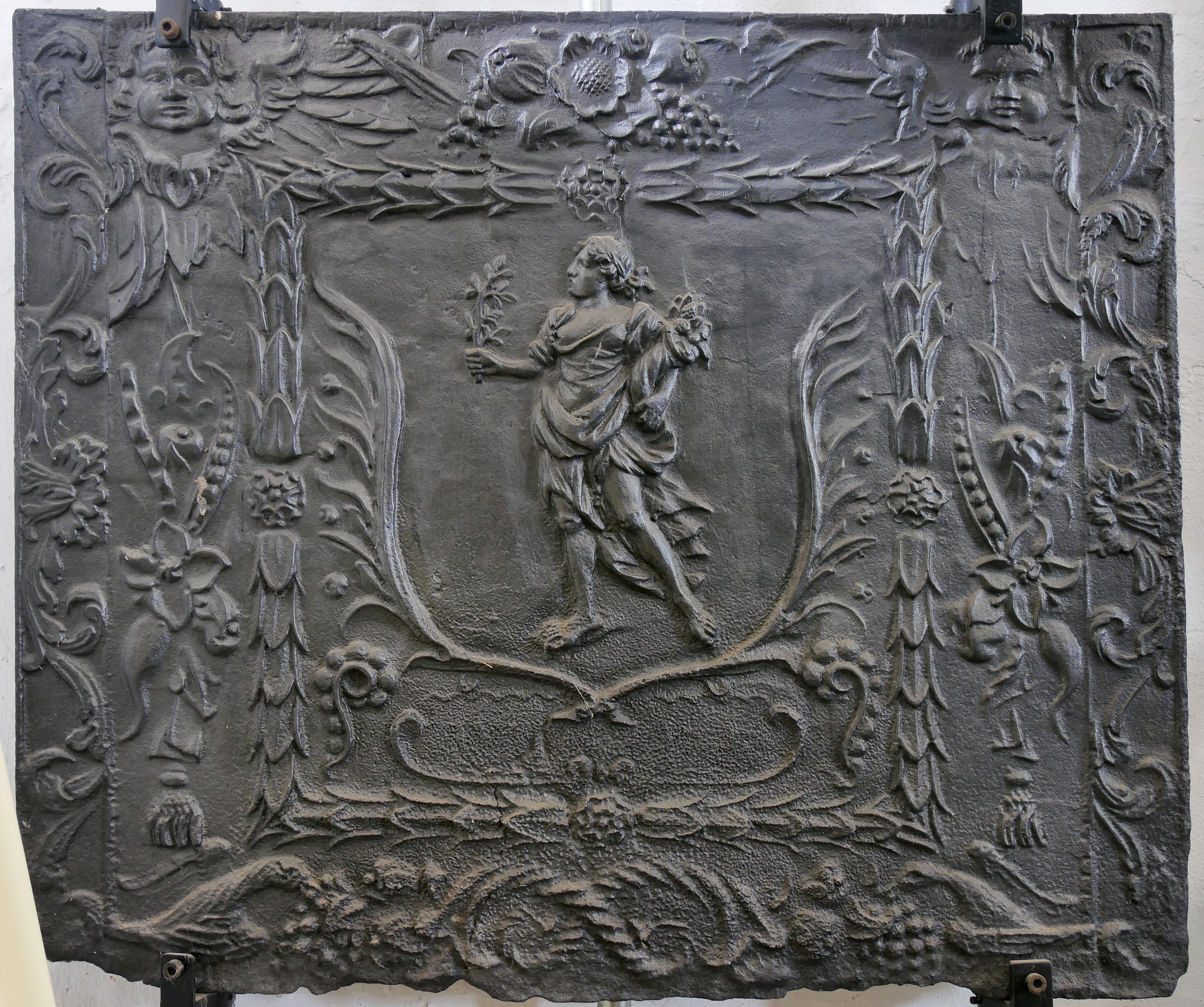
Pomona come allegoria dell'autunno su un caminetto - Freilichtmuseum Roscheider Hof

Pomona è la dea romana dei frutti (chiamata perciò Patrona pomorum, "signora dei frutti"), non solo di quelli che crescono sugli alberi, ma anche dell'olivo e della vite. Il nome della dea deriva chiaramente da pomum, "frutto". Ovidio la descrive con una falce nella mano destra (anziché con un giavellotto come nel caso di altre divinità).
Le era dedicato un bosco sacro denominato Pomonal, situato a sud del XII miglio della via Ostiense, nei pressi dell'attuale Castel Porziano.
Al culto della dea era preposto un flamine minore, il flamine pomonale, che nell'ordo sacerdotum era il meno importante di tutti.
Non si conoscono feste (Pomonalia) in suo onore, né dai calendari antichi giunti fino a noi, né dalle fonti letterarie classiche. Il filologo classico tedesco Georg Wissowa ha ipotizzato che la festività di Pomona fosse mobile e determinata dal momento della fruttificazione delle colture.
Secondo il poeta Ausonio, Pomona ha in tutela il mese di settembre perché è quello in cui matura la frutta.

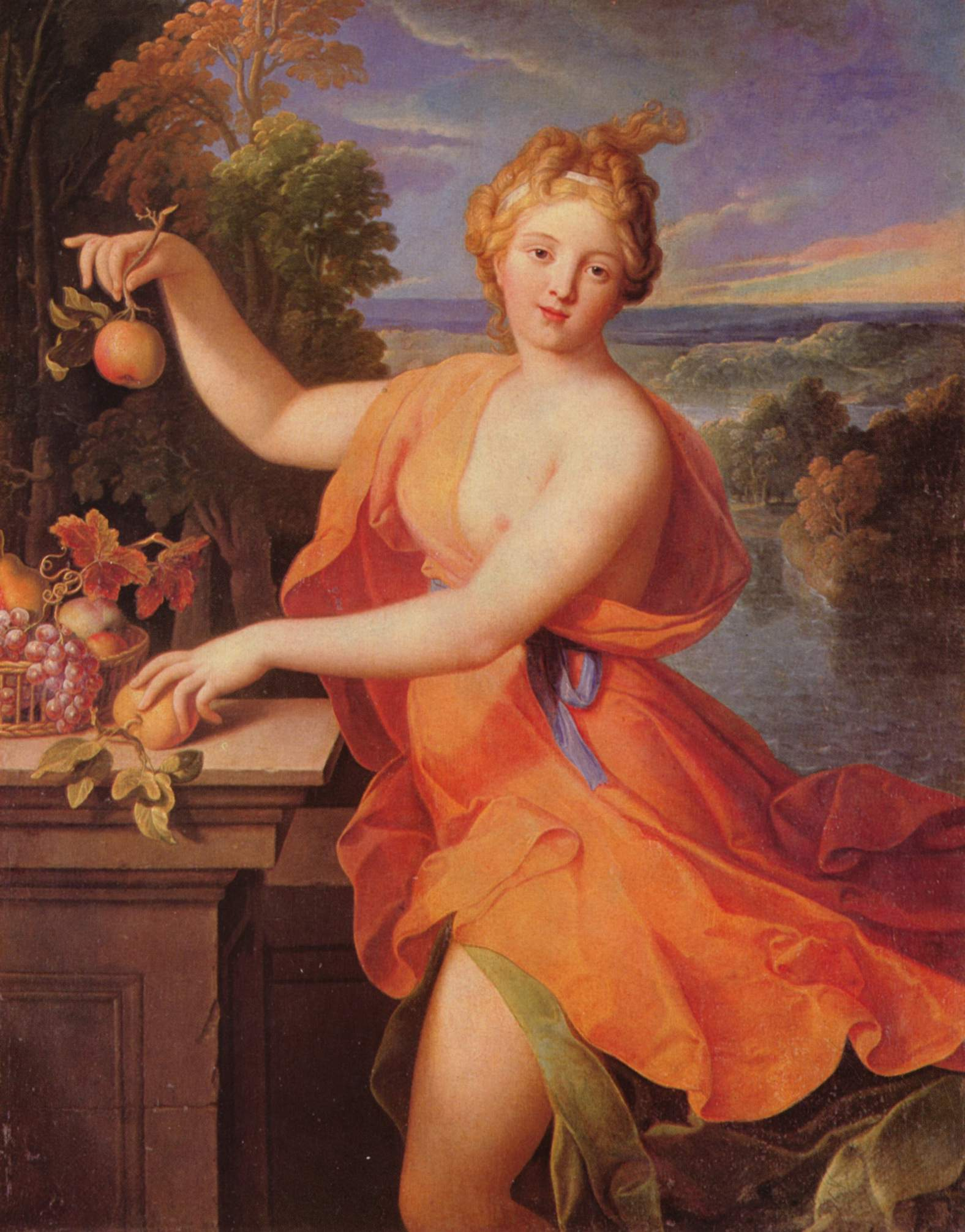
Pomona, Nicolas Fouché, Budapest

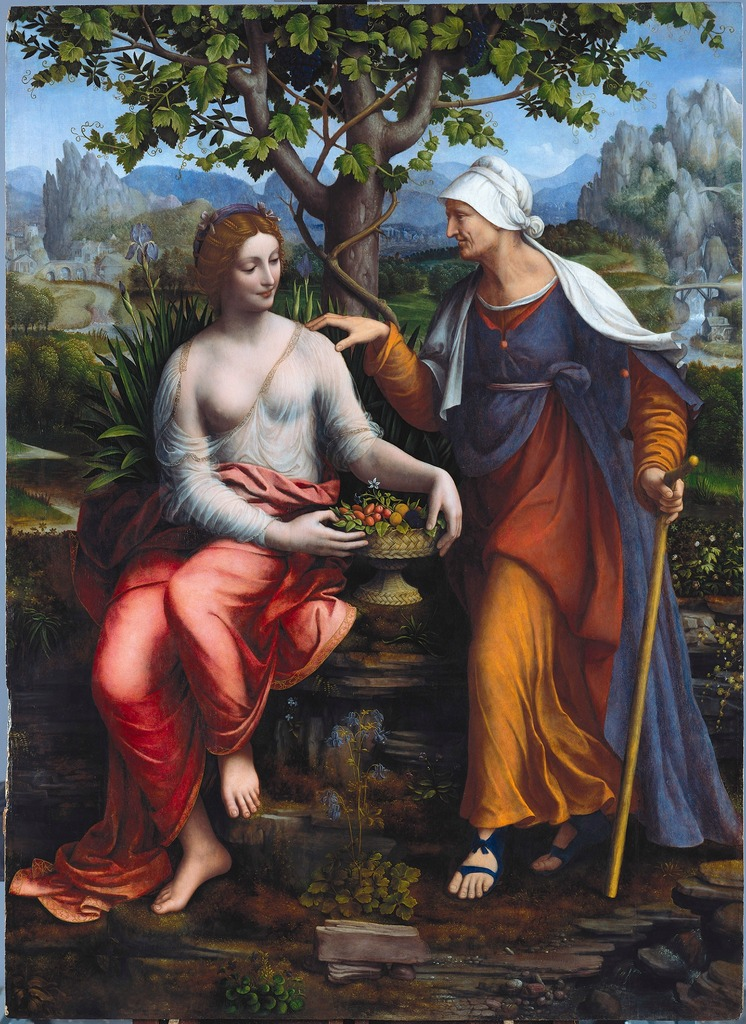
Vertumno e Pomona, Francesco Melzi, Gemäldegalerie, Berlino

## Rapporti di Pomona con altre divinità
Secondo Ovidio Pomona sarebbe stata insidiata da varie divinità delle selve, tra le quali i Satiri, ma solo il dio Vertumno l'avrebbe amata davvero, l'avrebbe lungamente corteggiata e alla fine si sarebbe unito a lei. Secondo lo storico britannico Herbert Jennings Rose, questa storia sarebbe soltanto un'invenzione pura e semplice di Ovidio o di qualche altro scrittore relativamente tardo.
La tradizione latina, comunque, ricordava che Pomona sarebbe stata la compagna di Pico.

## Divinità italiche affini
Pare che presso altri popoli italici siano state venerate divinità di nome (e probabilmente di funzione) simile a Pomona, ma che siano di genere maschile anziché femminile; presso gli Umbri, infatti, si trova Pomo o Pomonus, attestato nelle Tavole di Gubbio dove si cita il sacrificio di una pecora a Puemune Puprike, vale a dire "a Pomono pubblico". Presso i Sabini, invece, è attestato il dio Poemonio, citato nella Pietra di Scoppito.

## Pomona dopo l'età classica
Dopo un lungo periodo, durante il medioevo, in cui figure come quelle della dea italica sono state poco studiate e rappresentate, Pomona torna in luce durante il Rinascimento come soggetto di numerose raffigurazioni pittoriche e statuarie. Viene sempre rappresentata come una giovane donna, così come nel caso della statua degli Uffizi descritta da Vasari; talvolta è coronata di rose e ha sempre dei frutti, o in grembo oppure in una cornucopia. L'episodio di Vertumno e Pomona fu un soggetto molto raffigurato nella pittura europea tra XVI e XVIII secolo: la figura della dea nel proprio giardino in compagnia di Vertumno travestito da anziana diviene presto rappresentazione di genere e ricorre ad esempio nelle opere di Francesco Melzi (1518-1522), Hendrick Goltzius (1613), Jan Tengnagel (1617), Paulus Moreelse (1630), David Teniers il Vecchio (1638), Emanuel de Witte (1644), Ferdinand Bol (1648), Nicolaes Berchem (1650), Caesar van Everdingen (1650 ca.), Gerbrand van den Eeckhout (1669), Adrian van de Velde (1670), Nicolaes Maes (1673) e Caspar Netscher (1681). Si ricordano inoltre gli affreschi di Pontormo nella villa Medici di Poggio a Caiano (1521) e di Luca Giordano a Palazzo Medici-Riccardi di Firenze (1683). Una grande attenzione alla figura di Pomona è propria soprattutto dell'arte neoclassica (si vedano ad esempio opere di artisti come Antoine Watteau, François Lemoyne e il suo più noto allievo François Boucher), ma l'opera più nota che la ritrae è probabilmente la scultura in marmo di Rodin. A partire dagli anni trenta del 900, Marino Marini dedica la sua attenzione alla figura di Pomona "la dea etrusca della fertilità che per Marino diviene il simbolo di un mondo agreste armonico e sereno, è Madre Natura"
Nel 1989 è stato segnalato in Lunigiana il ritrovamento di una stele dedicata a Pomona, sulla cui autenticità c'è stato qualche dubbio a causa dell'intervento di uno scalpellino locale che ha ripassato alcune lettere nell'intento di renderle più visibili. Giovanni Mennella, docente di storia romana all'Università di Genova, in un articolo su una rivista di storia locale, tende comunque ad attribuire l'iscrizione all'epoca rinascimentale, escludendo l'età classica.